# 星のない男
『星のない男』（ほしのないおとこ、Man Without A Star）は1955年のアメリカ合衆国の西部劇。テクニカラー、1952年に出版されたディ・リンフォードの同名小説に基づくキング・ヴィダー監督の作品で、出演はカーク・ダグラスなど。

## キャスト
| 役名                   | 俳優                            | 日本語吹き替え | 日本語吹き替え |
| 役名                   | 俳優                            | TBS版          | フジテレビ版   |
| ---------------------- | ------------------------------- | -------------- | -------------- |
| デンプシー・レイ       | カーク・ダグラス                | 久松保夫       | 宮部昭夫       |
| リード・ボーマン       | ジーン・クレイン                | 佐原妙子       | 里見京子       |
| アイドニー             | クレア・トレヴァー              | 中島喜美栄     | 寺島信子       |
| ジェフ                 | ウィリアム・キャンベル          | 井上真樹夫     | 津嘉山正種     |
| スティーブ・マイルズ   | リチャード・ブーン              | 細井重之       |                |
| ストラップ・デイヴィス | ジェイ・C・フリッペン（英語版） |                |                |
| テス・キャシディ       | マーナ・ハンセン                | 小沢かおる     |                |
| モカシン・メアリー     | マラ・コルデイ（英語版）        |                |                |
| トム・キャシディ       | エディ・C・ウォラー（英語版）   |                |                |
| ラティーゴ             | シェブ・ウーリー（英語版）      |                |                |
| オルソン保安官         | ロイ・バークロフト（英語版）    |                |                |
| 列車の乗務員を殺した男 | ジャック・イーラム              |                |                |

- TBS版：初回放送 1971年9月6日『月曜ロードショー』
- フジテレビ版：初回放送 1977年9月9日『ゴールデン洋画劇場』

## スタッフ
- 監督 - キング・ヴィダー
- 脚色 - ボーデン・チェイス、ダニエル・D・ボーチャンプ
- 原作 - ディ・リンフォード
- 製作 - アーロン・ローゼンバーグ
- 撮影 - ラッセル・メッティ
- 美術 - アレクサンダー・ゴリッツェン、リチャード・H・リーデル
- 音楽監修 - ジョセフ・ガーシェンソン
- 録音 - レスリー・I・カレー、ジョー・ラピス
- 編集 - ヴァージル・ヴォーゲル
- テクニカラー・カラー・コンサルタント - ウィリアム・フリッチェ

## 主題歌
MAN WITHOUT A STAR「星のない男」
音楽：Arnold Hughes / 歌詞：Frederick Herbert
歌：フランキー・レイン（サウンドトラック） 
Who knows, who knows
Who knows whi chaway the right way goes
The night is dark, the way is far
For a man without a star
Who knows, who knows
Who knows which way the whirlwind blows
Or where the trail of tomorrow goes
For a man without a star
There's just no sense to build and fence
Not if you like to wander
Each hill I see is callin' me
Go yonder, yonder, yonder
Who knows, who knows
Was I right, was I wrong, the way I chose
The night is dark, the way is far
For a man without a star
The night is dark and the way is far
For a man without a star
For a man without a star